# Zeig mir das Spielzeug des Todes
Zeig mir das Spielzeug des Todes (Originaltitel: Il giorno di giudizio) ist ein Italowestern, der auch unter dem Titel Tag der Vergeltung im deutschsprachigen Raum gezeigt wurde; seine dortige Erstaufführung hatte er am  17. April 1975. Mario Gariazzo inszenierte den Film unter Pseudonym.

## Handlung
Ein Soldat des Bürgerkrieges, der die Fronten gewechselt hat, findet bei seiner Rückkehr nach Hause seine Frau und seinen Sohn ermordet vor. Er geht auf die Suche nach den sechs Mördern, um mit Hilfe eines Spielzeuges und seiner Pistole Rache zu üben. Dabei hilft ihm der Sheriff der Stadt, in der er die Täter aufspürt, der sich jedoch am Ende als Beteiligter des Verbrechens herausstellt.

## Kritik
„Aus vorherigen Western Altbekanntes in mittelmäßiger Ausführung.“

„Langweilender Eurowestern, fragwürdig in seiner Haltung zur Selbstjustiz, die sich freilich durch die schmalbrüstige Dramaturgie selbst entschärft.“

## Bemerkungen
Die deutsche Version erschien mit einer Länge von 79 Minuten erheblich gekürzt. Eine längere Fassung wurde auf DVD veröffentlicht.
Als Komponist wird manchmal Ennio Morricone angegeben.
Der Film ist – trotz offensichtlich schmalen Budgets – bis in kleinste Auftritte mit bekannten Namen des Genres besetzt.